# Preformismo

Jan Swammerdam, Miraculum naturae sive uteri muliebris fabrica, 1729

O preformismo é uma hipótese sobre a acção genética nas características orgânicas e no comportamento dos seres humanos.
Esta é uma das hipóteses mais antigas conhecidas, que considerava que o ovo continha o indivíduo em miniatura.

## Teoria da pré-formação ou preformismo
Também designada de reformismo. Esta hipótese defende que o desenvolvimento embrionário consiste no desenvolvimento de potencialidades preexistentes no ovo. O desenvolvimento do novo indivíduo limitava-se ao aumento do tamanho do ser em miniatura, à amplificação das estruturas preexistentes no ovo. Ou seja, segundo essa teoria, cada pessoa teria dentro de si um ou mais homúnculos que por sua vez conteriam homúnculos menores, e assim por diante como se fossem caixas pequenas embutidas em caixas cada vez menores.

## Final do século XVII
Nesta época, formaram-se dois grupos de cientistas que defendiam duas orientações distintas da teoria do preformismo. Uns defendiam que o futuro ser já se encontrava em miniatura no espermatozoide. outros afirmavam que o novo ser existia pré-formado no óvulo. No interior do óvulo ou do espermatozoide estaria um pequeno homem pré-formado, o qual integrava nas suas próprias células sexuais um homúnculo.

## Século XVIII
Neste século, o naturalista suíço Charles Bonnet desenvolve esta concepção reafirmando que o desenvolvimento embrionário mais não era que a ampliação das características do homúnculo: o desenvolvimento não é mais do que uma ampliação.

## Determinismo hereditário
O preformismo acentua a dimensão genética do desenvolvimento, não tendo em conta o efeito do ambiente. O desenvolvimento dependeria apenas da componente hereditária. Poder-se-ia falar de um determinismo hereditário.